# سیارک ۲۵۵۱۶
سیارک ۲۵۵۱۶ (به انگلیسی: 25516 Davidknight، نامگذاری:1999XS100) بیست و پنج هزار و پانصد و شانزدهمین سیارک کشف شده‌است که در ۷ دسامبر ۱۹۹۹ کشف شد.
قدر مطلق سیارک برابر ۱۰.۷ است.